# ФК Хајдук Стапар сезона 1961/62
ФК Хајдук Стапар сезона 1961/62. обухвата све резултате и остале информације везане за наступ стапарског фудбалског клуба у сезони 1961/62. 
После испадања у 2. разред подсавезног такмичења, Хајдук успешно успева да се освоји прво место у групи разреда, али због промене система такмичења, остаје у 2. разреду, овога пута у групи "Центар Оџаци".

## Резултати

### Табела
| Место | Клуб                  | мечева | победа | нерешених | пораза | гол разлика | бодова |
| ----- | --------------------- | ------ | ------ | --------- | ------ | ----------- | ------ |
| 1     | ФК Хајдук Стапар      | 11     | 9      | 0         | 2      | +13         | 18     |
| 2     | ФК Панонија Лалић     | 11     | 7      | 0         | 4      | +22         | 14     |
| 3     | ФК Подунавље Богојево | 11     | 5      | 2         | 4      | +6          | 12     |

| Датум               | Место                  | Противник                  | Резултат       | Такмичење                              |  |
| 26. август 1961.    | Лалић, Југославија     | ФК Панонија Лалић          | 8:2            | Сомборски подсавез II разред II група  |  |
| 3. септембар 1961.  | Стапар, Југославија    | ФК Омладинац Буковац       | 11:1           | Сомборски подсавез II разред II група  |  |
| није одиграно       | Стапар, Југославија    | ФК Полет Каравуково        | 3:0 (службено) | Сомборски подсавез II разред II група  |  |
| 24. септембар 1961. | Стапар, Југославија    | ФК Мостонга Дорослово      | 2:0            | Сомборски подсавез II разред II група  |  |
| 8. октобар 1961.    | Стапар, Југославија    | ФК Подунавље Богојево      | 3:1            | Сомборски подсавез II разред II група  |  |
| 29. април 1962.     | Стапар, Југославија    | ФК Панонија Лалић          | 1:0            | Сомборски подсавез II разред II група  |  |
| 6. мај 1962.        | Буковац, Југославија   | ФК Омладинац Буковац       | 1:5            | Сомборски подсавез II разред II група  |  |
| 13. мај 1962.       | Стапар, Југославија    | ФК Задругар Српски Милетић | 3:1            | Сомборски подсавез II разред II група  |  |
| 20. мај 1962.       | Дорослово, Југославија | ФК Мостонга Дорослово      | 2:4            | Сомборски подсавез II разред II група  |  |
| 27. мај 1962.       | Стапар, Југославија    | ФК Полет Каравуково        | 3:2            | Сомборски подсавез II разред II група  |  |
| 10. јуни 1962.      | Богојево, Југославија  | ФК Подунавље Богојево      | 4:1            | Сомборски подсавез II разред II група  |  |
| 1. јули 1962.       | Стапар, Југославија    | ФК БСК Бачки Брестовац     | 1:3            | Куп Маршала Тита 1. коло квалификација |  |